# Chiusdino
Chiusdino település Olaszországban, Toszkána régióban, Siena megyében. Lakosainak száma 1751 fő (2023. január 1.). Chiusdino Casole d’Elsa, Monticiano, Radicondoli, Roccastrada, Sovicille és Montieri községekkel határos.

## Népesség
A település lakossága az elmúlt években az alábbi módon változott:
| Lakosok száma | 1886 | 1877 | 1751 |
|               | 2017 | 2018 | 2023 |